# Montilliez
Montilliez – miejscowość i gmina (commune) w zachodniej Szwajcarii, w kantonie Vaud, w okręgu (district) Gros-de-Vaud. Powstała 1 lipca 2011 r. w wyniku połączenia gmin Dommartin, Naz, Poliez-le-Grand i Sugnens.

## Demografia
W Montilliez mieszkają 1894 osoby. W 2022 roku 12,7% populacji gminy stanowiły osoby urodzone poza Szwajcarią. 

## Transport
Przez teren gminy przebiega droga główna nr 150.